# Любогура
Любогура (пол. Lubogóra, нім. Wilhelmshöhe) — село в Польщі, у гміні Свебодзін Свебодзінського повіту Любуського воєводства.
Населення — 338 осіб (2011).
У 1975-1998 роках село належало до Зеленогурського воєводства.

## Демографія
Демографічна структура станом на 31 березня 2011 року:
|          | Загалом | Допрацездатний вік | Працездатний вік | Постпрацездатний вік |
| -------- | ------- | ------------------ | ---------------- | -------------------- |
| Чоловіки | 174     | 43                 | 118              | 13                   |
| Жінки    | 164     | 32                 | 105              | 27                   |
| Разом    | 338     | 75                 | 223              | 40                   |